# Amictus insignis
Amictus insignis är en tvåvingeart som beskrevs av Friedrich Hermann Loew 1871. Amictus insignis ingår i släktet Amictus och familjen svävflugor. Inga underarter finns listade i Catalogue of Life.